# آنتونی کاکس (هنرپیشه)
آنتونی کاکس (انگلیسی: Tony Cox؛ زادهٔ ۳۱ مارس ۱۹۵۸) هنرپیشه اهل ایالات متحده آمریکا است. وی از سال ۱۹۸۰ میلادی تاکنون مشغول فعالیت بوده‌است.
از فیلم‌هایی که وی در آن نقش داشته است می‌توان به کاپیتان ئی‌او، بیتل جوس، از بزرگ و قدرتمند، من، خودم و آیرین ، یک کریسمس نسبتاً عجیب و غریب، سکوت ژامبون‌ها، زیر رنگین‌کمان، عقب‌مانده تاریک، اسلحه‌ها، دختران و قمار و رسم سلحشور اشاره کرد.